# Tour des Pins

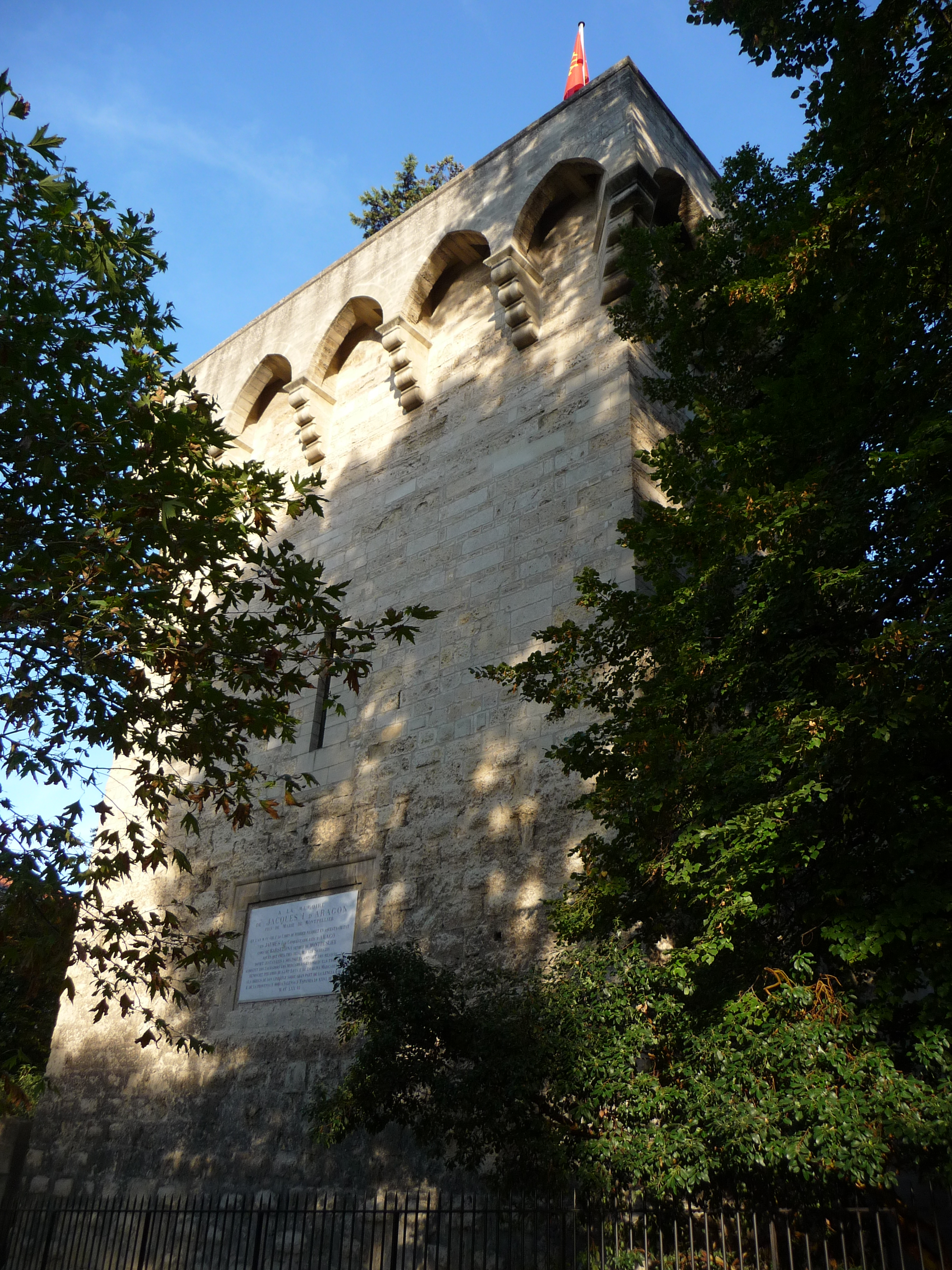
Tour des Pins, het middeleeuwse Montpellier

De Tour des Pins of de Toren met dennenbomen (eind 12e eeuw – begin 13e eeuw) is een deel van de middeleeuwse vesting van Montpellier, in het Zuid-Franse departement Hérault. Het is gelegen naast de kathedraal, aan de Boulevard Henri IV. De hoogte bedraagt 25 meter.

## Historiek
Eind 12e eeuw – begin 13e eeuw bouwde de stad Montpellier een ringmuur. Er stonden 25 wachttorens waarvan de Tour des Pins de enige goed bewaarde is. Het is een vierkante donjon. Het bovenste deel met de kantelen is erop gemetseld op het einde van de 14e eeuw. De toren kreeg de naam met dennenbomen omdat deze bomen op de top groeiden. Dit gaf aanleiding tot enkele volksverhalen. Zo voorspelde Nostradamus, professor van de universiteit van Montpellier, dat de stad ten onder zou gaan op de dag dat de dennenbomen gekapt zouden worden. Deze voorspelling is nooit uitgekomen.
Tijdens de Godsdienstoorlogen verschansten katholieken zich in de toren (16e eeuw). 
Na de Franse Revolutie diende de toren ettelijke jaren als gevangenis. 
Van 1825 tot 1886 verbleven er jonge vrouwen die tot inkeer gekomen waren. De burgemeester van Montpellier, Jules Pagezy, kocht de put die zich bevond voor de toren; hij liet het terrein vier meter ophogen en er een Engelse tuin aanleggen.
Van 1886 tot 2000 gaf de toren onderdak aan het stadsarchief. In 1925 werd de toren beschermd erfgoed en monument historique van Frankrijk. Na 2000 werden er verenigingen uit Montpellier gehuisvest. 